# 中村駅
中村駅（なかむらえき）は、高知県四万十市駅前町にある土佐くろしお鉄道の駅である。駅番号はTK40。

## 概要
四万十市（旧中村市）の代表駅。中村線と宿毛線が乗り入れており、両路線とも当駅が終点である。列車番号は中村線→当駅→宿毛線が下りとして扱われる。全列車停車駅であり、特急列車を中心に両路線間で直通運転する。普通列車は大半が当駅で運転系統が分かれており、両路線間を直通する普通列車は朝夕のみである。
駅舎が2014年（平成26年）10月15日にブルネル賞駅舎建築部門の優秀賞を受賞した。
2020年3月14日改正ダイヤ以降は、「しまんと10号」（宿毛駅19時16分発、当駅19時34分発）が高知駅での乗り換え無しに、高松駅まで行ける唯一の列車となっていた。
2022年3月12日改正ダイヤで当列車が「あしずり18号」（宿毛駅19時26分発、当駅19時44分発）に置き換えられたことにより高松駅までの直通列車が一旦消滅したが、2024年3月16日改正ダイヤで「あしずり18号」が「しまんと8号」に統合され2年振りに宿毛駅から高松駅までの直通列車が復活した。
また、当駅発普通列車の最終列車は、宿毛駅行きは23時09分発と遅くまであるが、窪川駅行きは20時33分発と早めである。

## 歴史
- 1970年（昭和45年）10月1日：日本国有鉄道（国鉄）中村線土佐佐賀 - 当駅間の延伸に伴い開業する[5]。当初は終着駅であった。
- 1973年（昭和48年）4月16日：みどりの窓口の営業を開始[6]。
- 1978年（昭和53年）5月22日 - お召し列車の運転。全国植樹祭のために来県した昭和天皇が下車。同年5月24日には帰路につくため乗車[7]。
- 1984年（昭和59年）2月1日：車扱貨物の取り扱いを廃止[8]。
- 1987年（昭和62年）4月1日：国鉄分割民営化により四国旅客鉄道（JR四国）が承継する[8]。
- 1988年（昭和63年）4月1日：中村線が土佐くろしお鉄道に転換する[8]。駅舎内に同社の実質的な営業本部が置かれる。
- 1997年（平成9年）10月1日：宿毛線開業により中間駅となる[8][9]。
- 2005年（平成17年）
  - 3月2日：土佐くろしお鉄道宿毛駅衝突事故に伴い宿毛線全線が運休となる[10]。
  - 6月13日：当駅と東宿毛駅間で特急列車の運転が再開される[11]。
- 2009年（平成21年）
  - 11月7日：当駅待合室、コンコース、トイレなどのリノベーション工事に着工する。
  - 12月19日：当駅などで撮影を行ったSoftBankのテレビCMの放映が開始される。当駅の2・3番線ホームおよび、当駅発着の営業列車内で撮影した。
- 2010年（平成22年）
  - 3月20日：当駅待合室（1番線ホームにも拡大）、きっぷ売り場、コンコース、トイレのリノベーションが完成し、記念式典を開催する。また、1番線と2・3番線ホームを結ぶエレベーターの供用を開始する[12]。
  - 6月28日：当駅構内全域で、FREESPOTによる公衆無線LANサービスを開始する。
- 2014年（平成26年）10月15日：駅舎がブルネル賞駅舎建築部門の優秀賞を受賞[1][13]。
- 2020年（令和2年）3月14日：ダイヤ改正により、当駅発の「南風」6号の当駅 - 高知駅間が「あしずり」2号に変更となり、「南風」6号へは高知駅で接続となった。これにより、当駅から岡山行きの直通列車が消滅した[14]。
- 2022年（令和4年）3月12日：ダイヤ改正により、宿毛発当駅経由高松行き上り1本の「しまんと」10号を高知止まりとした上で「あしずり」18号に置き換えとなる。これにより、当駅からの列車で高知駅より先に行く列車が消滅した（高松駅から当駅までの下り直通列車の「しまんと」1号は運転を継続）[15][16][17]。
- 2024年（令和6年）
  - 3月16日：ダイヤ改正により、中村線特急が1往復減便の8往復となる。「あしずり」18号が「しまんと」8号に統合され宿毛発当駅経由高松行きの直通列車が2年振りに復活[18][19]。
  - 7月1日：売店をリニューアルしたコーヒースタンド「中村駅珈琲」がオープン[20]。

## 駅構造

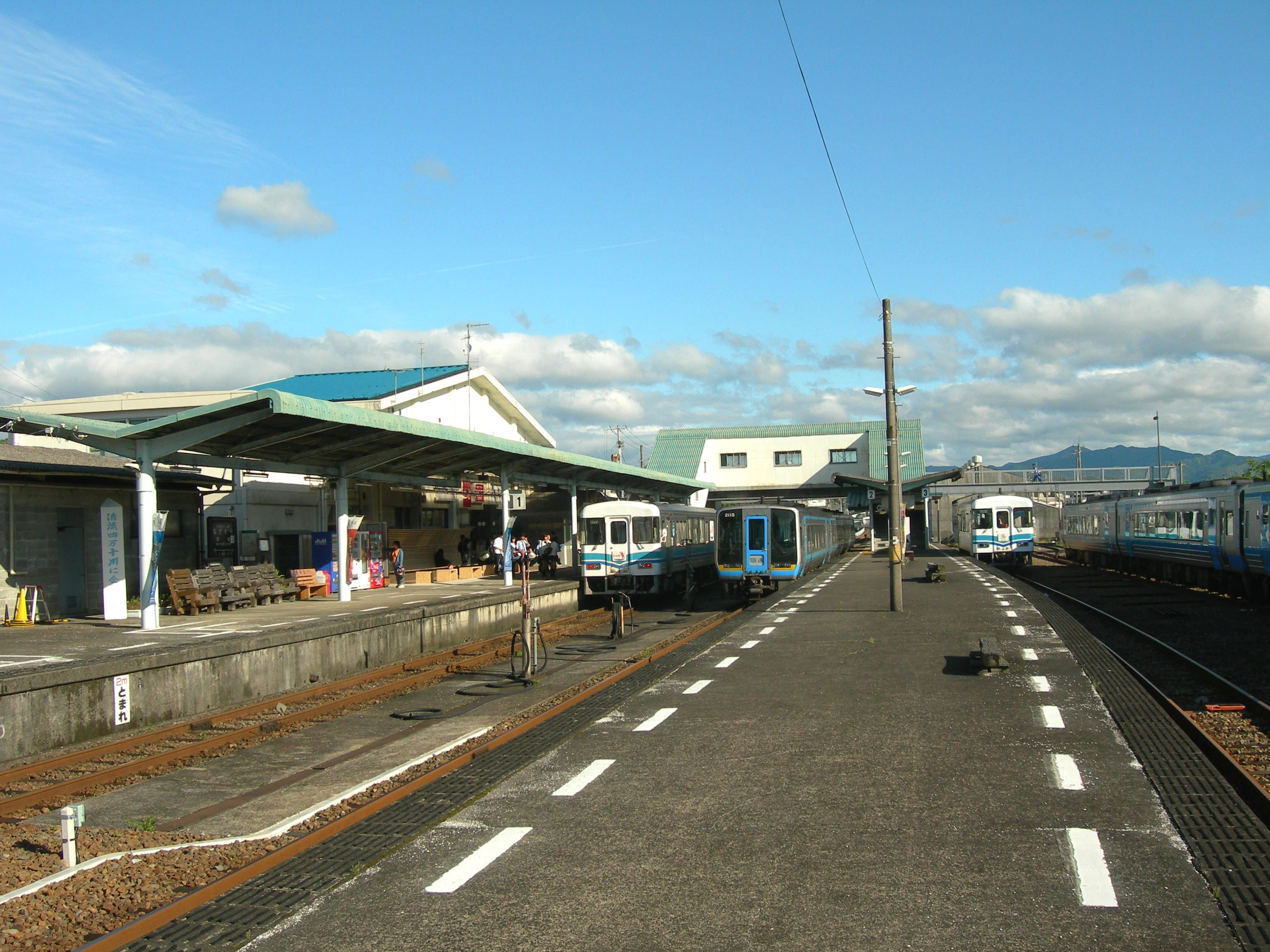
ホーム

2面3線ホームの地上駅である。1番線は駅舎と直結した片面ホーム、2・3番線は駅舎と跨線橋で結ばれた島式ホームで、いずれも中村線・宿毛線相互の直通運転が可能であるが、特急列車はほとんどの列車が1番線から発着する。みどりの窓口が設置されている。
入場料金は無料で、窓口の係員に声をかけて入場証を受け取る仕組みになっている。
土佐くろしお鉄道の本社は当駅が所在地となっている。運行管理を行う「中村駅制御所」が設置され、CTC・PRCを運用している。

### のりば
| のりば  | 路線    | 行先                 |
| ------- | ------- | -------------------- |
| 1・2・3 | ■宿毛線 | 宿毛方面             |
| 1・2・3 | ■中村線 | 窪川・高知・岡山方面 |

### 駅舎のリノベーション
駅舎本屋は開業当時そのままに増築を重ねつつ使用されてきたものを大幅にリノベーション（大規模な改装）し、2010年3月に完成した。設計・デザインは、川西康之や栗田祥弘などによるnextstations（ネクストステーションズ）が担当している。
リノベーションは、待合室・売店・コンコース・みどりの窓口・1番線ホーム・トイレなどのエリアを中心に行われた。この改装では、地元産のヒノキ材などを用い、学生などが学習などに使える机や椅子なども設置された。また、乗車券類や入場券を持たずとも改札内外を自由に出入りできるようになった。なお、売店については2024年（令和6年）7月にコーヒースタンド「中村駅珈琲」に改装されている（後述）。
この事業または設計および関わった企業等に対して多くの賞が授与されている。
リノベーションにまつわる受賞実績
- 社団法人日本サインデザイン協会 第44回SDA賞に入選。（2010年7月5日）
- nextstationsが、日本商環境設計家協会 JCD DESIGN AWARD 2010 新人賞を受賞。（2010年7月7日）
- グッドデザイン賞 特別賞・中小企業庁長官賞を受賞[24]。（2010年9月29日）
- 国土交通省 第9回日本鉄道賞 特別表彰 地方鉄道駅舎リノベーション賞を受賞。（2010年10月1日）[25]
- 高知県 建築文化賞・審査員特別賞を受賞。（2010年10月31日）
- 「公共の色彩賞10選」に入選。（2010年11月13日）
- 日本木材青壮年団体連合会 第14回木材活用コンクール 最優秀賞 林野庁長官賞を受賞。（2011年4月16日）
- 社団法人照明学会 照明普及賞を受賞。（2011年5月26日）
- 第5回キッズデザイン賞 ユニバーサルセーフティ部門を受賞[26]。（2011年7月8日）
- オランダ The Great Indoors Award 2011のSERVE & FACILITATE部門にて、上位5位以内に選出。（2011年11月6日）
- ブルネル賞駅舎建築部門優秀賞（2014年10月15日）[13]

改札口
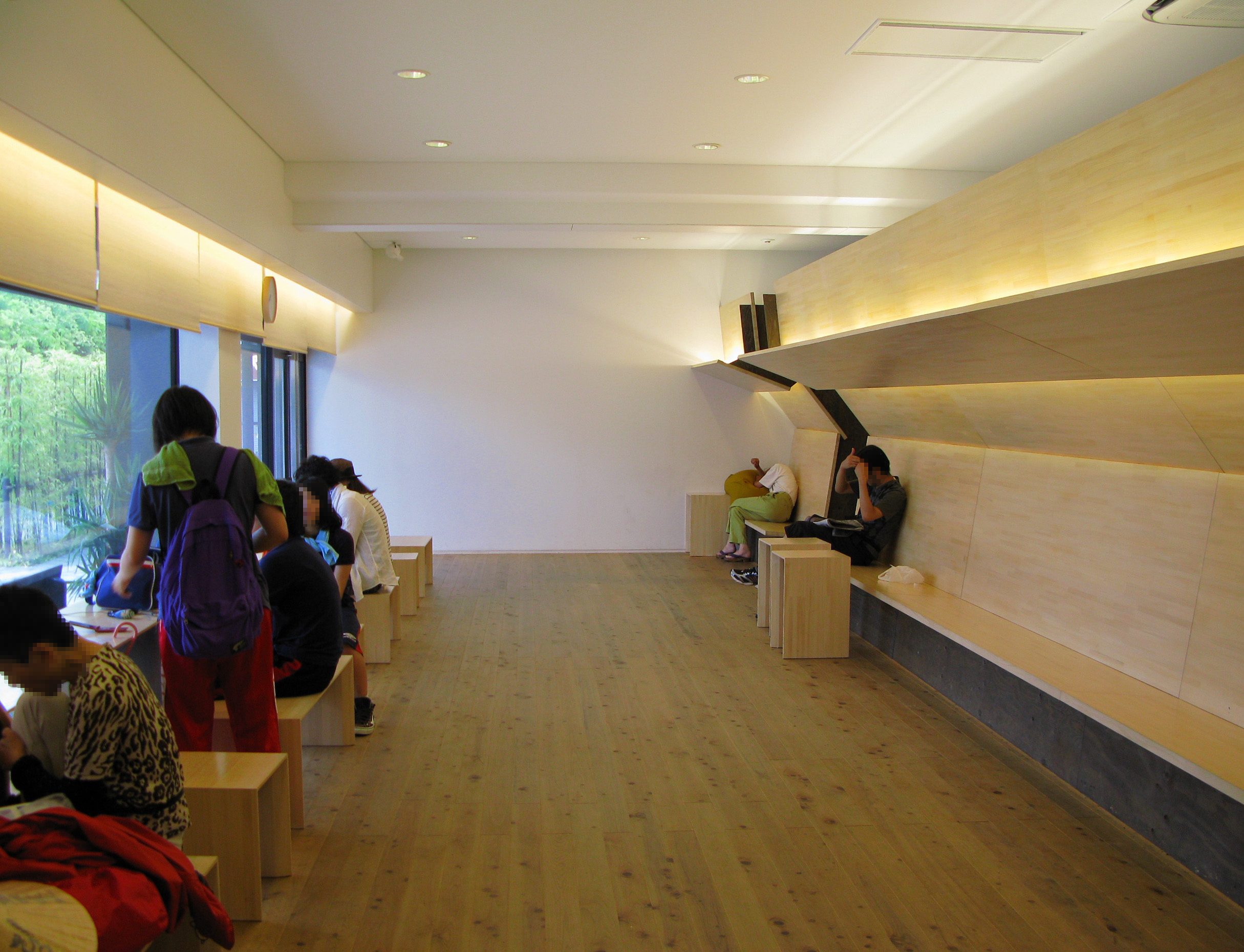
待合室
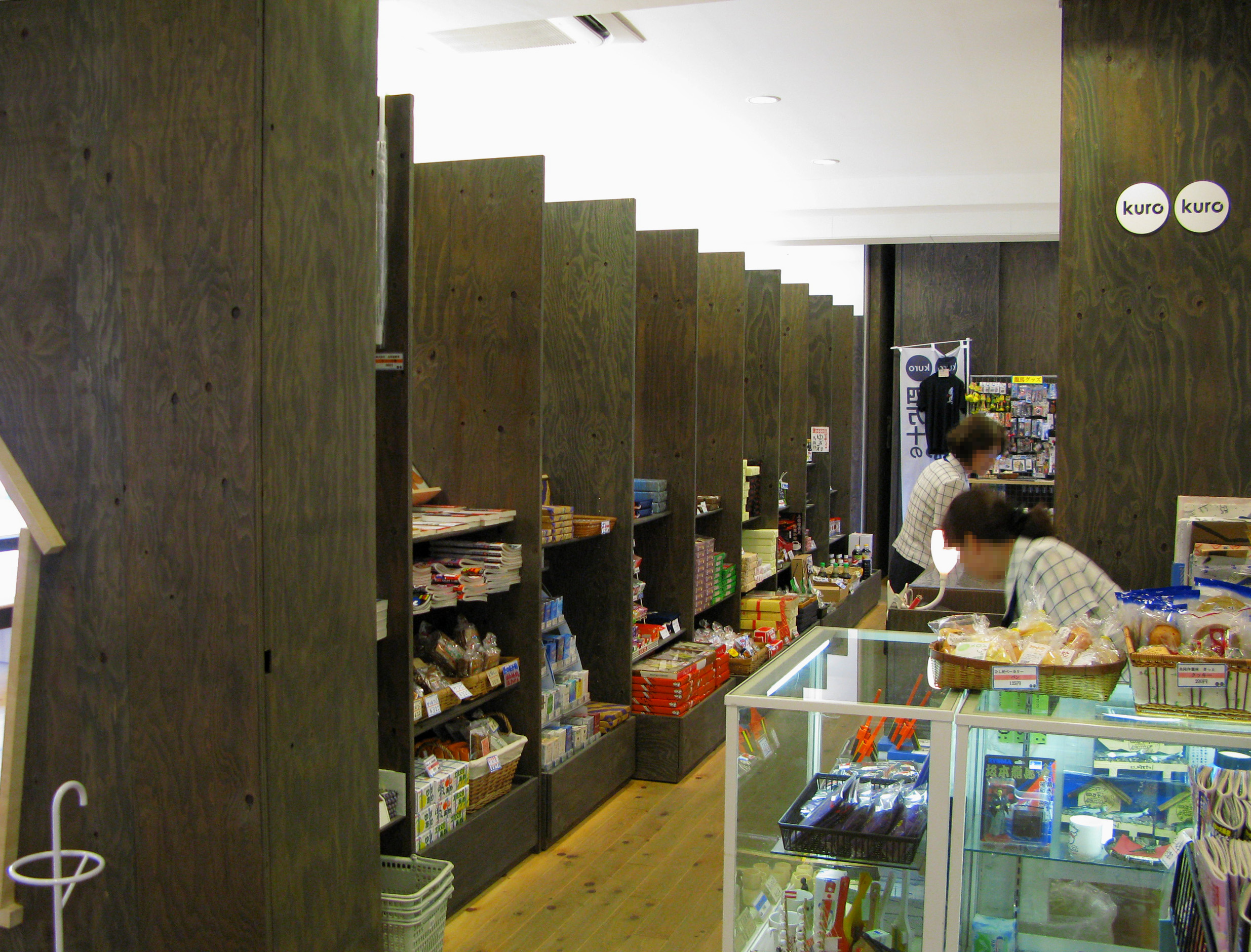
売店（改装前）
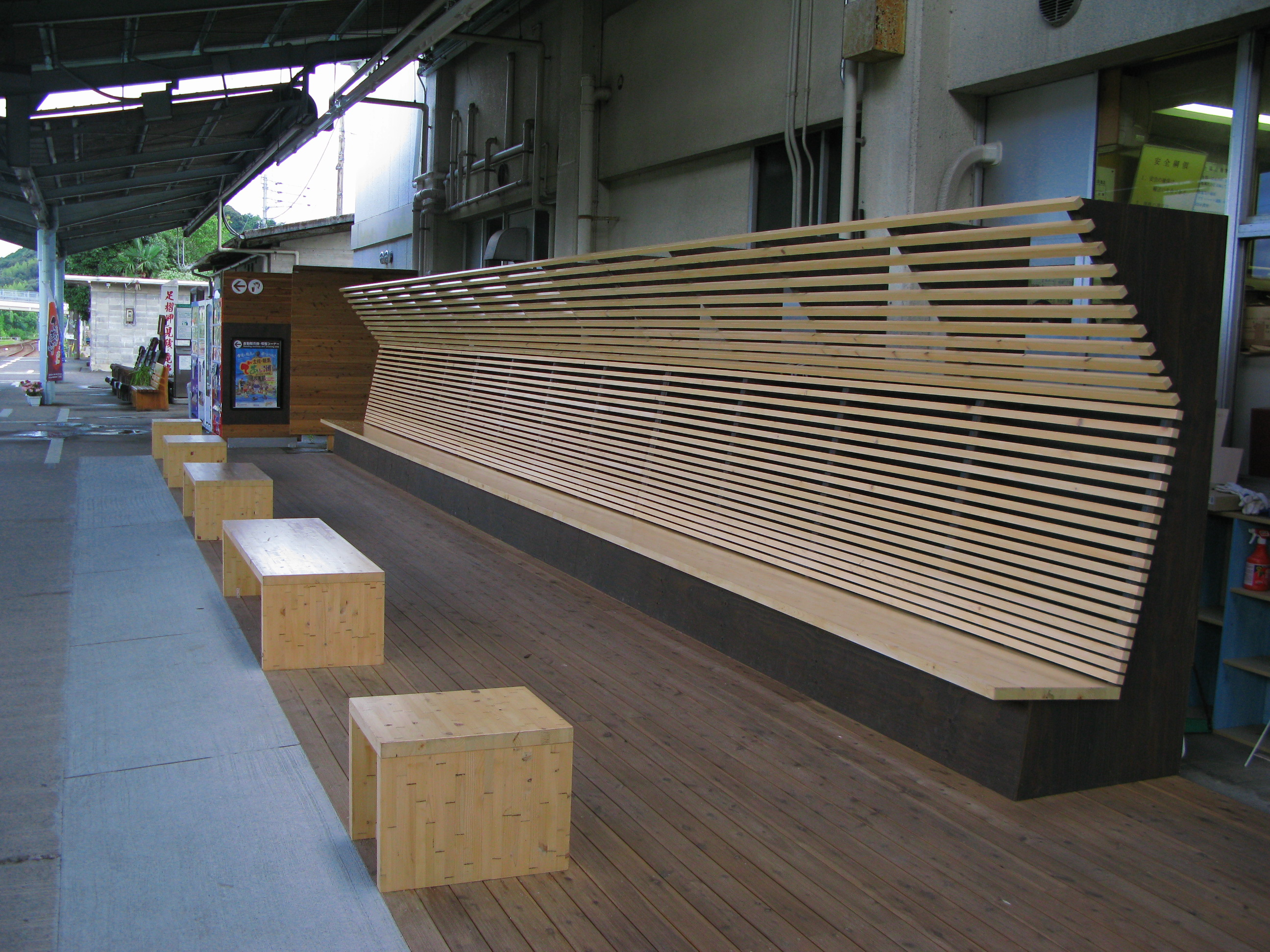
待合スペース

### 中村駅珈琲
駅売店についてはコロナ禍や鉄道の利用客減少の影響があり、2023年（令和5年）に実施された利用者アンケートでカフェの要望が多かった。そこで高知市のtay coffee stand（タイコーヒースタンド）の監修により、2024年（令和6年）7月1日に売店をリニューアルしてコーヒースタンド「中村駅珈琲」がオープンした。

## 駅弁
- こだわりの四万十うなぎ弁当 - ご飯の上に錦糸卵や四万十川で養殖したウナギやカワエビなどを乗せた弁当[27]。「四国の駅弁選手権2013」の金賞に選ばれた[27]。ただし、JTB時刻表 2025年3月号には中村駅の駅弁の掲載は無い。
- 休憩室内売店では、売店手作りのおにぎり弁当など比較的安価(300円台から)な弁当類も販売している。

## 利用状況
1日の平均乗降人員は以下の通りである。
| 乗降人員推移 | 乗降人員推移 |
| 年度         | 1日平均人数  |
| ------------ | ------------ |
| 2011年       | 1,050        |
| 2012年       | 1,007        |
| 2013年       | 1,009        |
| 2014年       | 1,101        |
| 2015年       | 1,106        |
| 2016年       | 1,105        |
| 2017年       | 1,103        |
| 2018年       | 1,006        |

## 駅周辺
- 四国銀行中村支店・入野出張所
- 高知信用金庫中村はた支店
- 幡多信用金庫本店
- 高知銀行中村支店・佐賀支店
- 四国労働金庫中村支店
- 中村駅前郵便局
- 四万十市立中村南小学校
- 四万十川 - 駅の西方およそ1.5km。隣の具同との間で宿毛線がこの川を渡っている。
- 太平寺 - 車で5分の位置。
- 検車区 - 駅構内北東寄りにある。中村・宿毛両線の車両整備や検査を行っているほか、夜間滞泊場所としても機能している。
- 国道439号 - 駅前から南東に進むとすぐに幹線の国道56号に突き当たり、終点となる。

## バス路線
高知西南交通の路線バスが駅構内のバス乗り場に発着しており、土佐清水・足摺岬行、宿毛駅行、四万十市内各方面行、土佐入野駅（黒潮町）方面行きがそれぞれ運行されている。
高速バスについては他社との共同運行の夜行路線が運行されている。

### 高速バス
| 系統                   | 主要経由地         | 行先   | 運行会社               | 備考 |
| ---------------------- | ------------------ | ------ | ---------------------- | ---- |
| しまんとブルーライナー | 三宮、なんば、梅田 | 京都駅 | 高知西南交通、近鉄バス | 夜行 |

### 一般路線バス
| 乗場           | 系統                         | 主要経由地                           | 行先         | 運行会社       | 備考         |
| -------------- | ---------------------------- | ------------------------------------ | ------------ | -------------- | ------------ |
| 1              |                              | 馬越東、国見駅、けんみん病院         | 宿毛駅       | 高知西南交通   |              |
| 2              |                              | 下ノ加江下浦、清水プラザパル前       | 足摺岬       | 高知西南交通   |              |
| 3              |                              | 市役所玄関口、中村高校前、JR江川崎駅 | 保健センター | 高知西南交通   | 休日運休     |
| 3              |                              | 市役所玄関口                         | 中村高校前   | 高知西南交通   | 休日運休     |
| 3              | 市役所玄関口                 |                                      |              | 高知西南交通   |              |
| 3              |                              | 一条通                               |              | 高知西南交通   |              |
| 3              |                              | 竹島、下田                           | いやしの里   | 高知西南交通   |              |
| 3              |                              | 田ノ口橋、入野駅、上川口駅通         | 佐賀駅       | 高知西南交通   |              |
| 3              | 田ノ口橋、入野駅、上川口駅通 | 伴太郎                               |              | 高知西南交通   |              |
| 3              | 田ノ浦                       | 入野駅                               | 土休日運休   | 高知西南交通   |              |
|                | 有岡線                       | 市役所玄関前、三里、川平分岐         | 有岡駅       | 四万十市営バス | 月水木曜運転 |
| 江ノ村・森沢線 | 市役所玄関前、森沢、国見駅   | 江ノ村                               | 火金曜運転   | 四万十市営バス |              |

## 隣の駅
土佐くろしお鉄道
■中村線・宿毛線
- 特急「しまんと」「あしずり」停車駅

■普通
古津賀駅 (TK39、中村線) - 中村駅 (TK40) - 具同駅 (TK41、宿毛線)